# Paul Coutts
Paul Alexander Coutts (Aberdeen, 22 luglio 1988) è un calciatore scozzese, centrocampista dell'Inverurie Loco Works.

## Palmarès

### Club

#### Competizioni nazionali
- Football League One: 1

Sheffield United: 2016-2017
- Football League Trophy: 1

Salford City: 2019-2020